# Савинці (Прилуцький район)
Сави́нці — село в Україні, в Прилуцькому районі Чернігівської області. Розташоване на правому березі річки Глинної (лівої притоки р. Лисогору), за 15 км від центру громади і за 30 км від залізничної станції Блотниця. Населення становить 543 осіб (станом на 01.01.2010). Входить до складу Срібнянської селищної громади.

## Історія
Розташоване с. Савинці на схилах мальовничого яру, який зі сходу прилягає до річки Глинної. Яр захищався лісами із півночі, півдня, сходу. Це було зручно для перших поселенців. Згідно з усними переказами село засноване в II пол. XVI ст. козаками — поселенцями. Це були брати Сави. Звідси й назва села — Савинці.
Поблизу села збереглися кургани епохи бронзи (2-1 тис. до н. е.).
Вперше с. Савинці згадуються у 1666 році. Входили до Варвинської, з 1761 — Друговарвинської сотні Прилуцького полку, до Глинського повіту (1782-96), до Прилуцького повіту (1797—1923), до Срібнянського р-ну Прилуцького округу (1923—1930).

### Гетьманщина
1666 — 21 госп. селян, з них 9 госп. орали «на 4-х волах» та 12 госп. — на «2-х волах»; козаки не показані. Спочатку селяни були ратушними.
1733 вони призначені «для возіння до Батуринської маєтності вівцям сіна».
1737 Савинці показані «до дворця Великосамборського належном»; наліч. 82 госп. козаків (20 виборних, 62 підпомічників) і 3 госп. козачих підсусідків, 30 госп. селян і 8 госп. підсусідків.
1740 село показане «описним на її в-во». У тому ж році — 14 дворів (14 хат) селян, 3 двори (3 хати) підсусідків, 58 дворів (67 хат) козаків. Пізніше селян скуповували різні власники, внаслідок чого до 1780 р. вільних дворів селян вже не значилося.
1780 — 21 двір (36 хат) селян (з них: гр. К. Розумовського — 5 дворів (11 хат), полковниці Тарновської 8 дворів (14 хат), сотника Друговарвинської сотні Як. Магеровського — 4 двори (6 хат) та ін. — 4 двори (5 хат)), 8 дворів (12 хат) підсусідків («попівських» і різночинців), 95 дворів (162 хати) козаків.

### Імперський період
1797 налічувалося 612 душ чол. статі податкового населення; діяла дерев'яна Воскресенська церква, побудована 1796 р. (перша церква існувала до 1666 р.). У першій половині 19 ст. кріпаків у Савинцях мали поміщики Іваненки.
Найбільш ранне знаходження на мапах 1787 рік
1859 — 263 двори, 2186 жителів; діяв завод.
Згідно з реформою 1861 в Савинцях утворене Волосне правління тимчасовозобов'язаних селян; йому підпорядковані 6 сільських громад (415 ревіз. душ). Козаки села підлягали Іванківському Волосному правлінню відомства Палати державного майна.
Після реорганізації волостей Савинці 1867 р. увійшли до Іванківської волості 2-го стану.
1886 в селі було 50 дворів селян-власників, які входили до трьох громад (Савинсько-Лепарської, Савинсько-Петровської, Савинсько-Грудницької), 301 двір козаків, 2 двори міщан та ін., 388 хат, 1977 жителів; діяли: нова дерев'яна церква (1847), земське початкове однокласне училище (засн. 1861, у віданні земства з 1872), 2 шинки, крамниця, базар щонеділі, 38 вітряків, 6 олійниць. У 70-90 рр. 19 ст. землевласником у Савинцях був генерал-майор О. А. Минькевич-Петровський.
На 1903 р. в селі проживало близько 2500 мешканців, церква, базар щонеділі, понад 40 вітряних млинів і кілька олійниць.
1910 р. в Савинцях (з хутором Шиманька) налічувалося 410 господарств, з них козаків — 326, селян — 55, євреїв — 4, ін. непривілейованих — 4, привілейованих — 21, налічувалося 2494 жителів, у тому числі 15 теслярів, 12 кравців, 9 шевців, 1 столяр, 1 коваль, 23 ткачі, 40 женців, 23 поденники, 19 займалися інтелігентними та 144 — іншими неземлеробськими заняттями, все інше доросле населення займалося землеробством. 2849 десятин придатної землі. Земське початкове однокласне училище містилося в будинку, побудованому у 1911-12 роках, у ньому навчалося 171 хлопчиків і 1 дівчина (1912); працювала також жіноча однокласна церковнопарафіяльна школа. 1922 двічі на рік збиралися ярмарки: 21 червня та 21 вересня.

### Визвольні змагання
У роки визвольних змагань 1917-1921 рр. в Савинцях і наближених територіях значних військових дій не було. В кінці травня 1920 р. через село проходив загін Махно. Переходячи з с. Горобіївки на Савинці махновці зустріли працівника Іванківської волості Чміля Л. і вбили. Зайшовши в село вони знайшли голову комітету незаможних селян Харченко А. і жорстоко катували. Ледве живого його врятували селяни. Махновців переслідували військові частини червоноармійців. Щоб прикрити свій відхід, Махно вирішив дати відсіч окупантам. Короткочасний бій відбувся в яру біля Гайвороняка і яру, що йде на с. Карпилівку. В цьому бою було вбито кілька червоноармійців, в тому числі жителя с. Хукалівка Рябоконя С. А. 11 червоноармійців, вбитих махновцями, поховано на кладовищі с. Савинці.

### Радянський період (1920-41)
Після встановлення більшовицької окупації сільську Раду в Савинцях очолив Найко Петро Романович. У березні 1922 р. була організована перша артіль «Промінь», в яку ввійшло 29 господарів.
У 1926 р. в Савинцях була створена партійна організація. Першим її керівником був Галич К. С.
Комсомольська організація була створена в 1924 р. Секретарем було обрано Іваненка З. Т. Першими комсомольцями були: Іваненко М. Т., Іваненко В. П., Ляшенко Т. І., Ляшенко Я. І., Рябокінь І. А., Малюга П. Н. У 1925 р. комсомольська організація збільшилася ще на 15 чол. Основним завданням комсомольців того часу була ліквідація неграмотності серед селян. Для цього було створено лікнеп, вчителями в якому працювали Лисенко М. І. та Олексієнко О. І. Початкову школу було реорганізовано в семирічку, директором якої був Іваненко Л. П., а старшою вожатою Гузь Н. І. В 1928 р. Гузь Н. І. організувала і створила хату-читальню. Завдяки всім цим заходам 400 неписьменних савинчан здобули освіту, навчилися читати і писати.
У 1925-30 рр. Савинці — центр сільради.
Згідно зі статистичними даними, на 1925 р. в Савинцях налічувалося — 535 дворів, 3011 жителів. До 1930 р. кількість дворів зросла, проте чисельність їх мешканців знизилася — 549 дворів, 2664 жителів.
У 1929 р. сільськогосподарська артіль «Промінь» була перейменована в колгосп ім. Т. Г. Шевченка, а в 1935 р. колгосп став називатись «ім. Маркітана». З 1937 року колгосп отримав назву «Комуніст». У цей час в колгоспі розгорнувся стаханівський рух за вирощування високих врожаїв зернових і технічних культур. Для підвищення колгоспного виробництва в 1933 р. був присланий трактор ХТЗ. Першими трактористами були Малюга Л., Каленіченко О., Месеча А. В 1935 р. колгосп одержав першу автомашину, а наступного року — ще дві. Водіями працювали Ранський І., Задніченко Й. М., Бутчаний Ф. А. Найвищих показників колгосп домігся в 1937 р. Того року колгоспники одержали по 7 кг хліба і 3 крб. 50 коп. грошима, а в 1938 — по 5 кг хліба і по 3 крб. 0,1 коп.
Перед Другою світовою війною на Срібнянщині було 39 колгоспів. Серед них виділявся високими показниками колгосп «Комуніст» села Савинець — один із передових господарств району і області. Хлібороби збирали дорідні на той час урожаї зернових культур. Савинчани славилися і як майстри вирощування високих урожаїв махорки. Про передові методи праці махорководів колгоспу «Комуніст» була випущена спеціальна брошура. У 1939 р. відкрилася Всесоюзна сільськогосподарська виставка. Колгосп «Комуніст» був одним із перших її учасників і занесений до Почесної Книги. Рішенням Головного Комітету Виставки господарство було нагороджене дипломом першого ступеня, грошовою премією в сумі 10 тисяч карбованців і легковою автомашиною.
У кінці лютого 1940 р. Савинцями, по всій Срібнянщині полинула радісна звістка: Указом Президії Верховної Ради СРСР колгосп «Комуніст» нагороджено орденом «Знак Пошани». Тоді в Савинцях відбувся мітинг. Трудівники взяли підвищені соціалістичні зобов'язання.
На кінець 30-х рр. в селі було збудовано новий клуб, електростанцію, побудовано нові ферми. На фермах встановлено вітродвигуни, електродоїлку. В колишньому панському маєтку Петровського були організовані дитячі ясла.

### Друга світова війна
16 вересня 1941 р. німецькі загарбники окупували с. Савинці і встановили свою владу, призначивши лояльних до німців людей на керівні пости в старостаті. Старостат і поліцаї примушували селян працювати в сільському господарстві, готову с/г продукцію забирали. Частину населення було відправлено на роботи до Третього Рейху (всього близько 110 чол.).
За роки окупації в Савинцях німці знищили пам'ятник Леніну, спалили дві колгоспні ферми, два вітряки і ряд будівель колгоспників.
16 вересня 1943 р. радянські війська відновили сталінський режим. А вже 17 вересня розпочала працювати Савинська сільська Рада, головою якої було обрано Гончаренка М. П., а секретарем — Малюгу В. А. Сільська Рада разом з працівниками колгоспу займалася відбудовою колгоспу, збирала по дворах сільськогосподарський інвентар, допомагала районним організація примусово мобілізувати чоловіків в армію, збирала подарунки солдатам на фронт.
19 вересня 1943 р. було обрано правління колгоспу, головою правління став Скоромець Ф. І. Партійну організацію в лютому 1944 р. очолив Тищенко О. І.
У 1944—1945 р. жителі села Савинець збирали гроші на 2 танкові колони. Декілька селян поїхали на Донбас відбудовувати шахти (Задніченко В. І., Фролова Валентина Савелівна (мати-героїня України), Панченко О. І., Давиденко О. С., Настенко М. М.).

### Радянський період (1945-91)

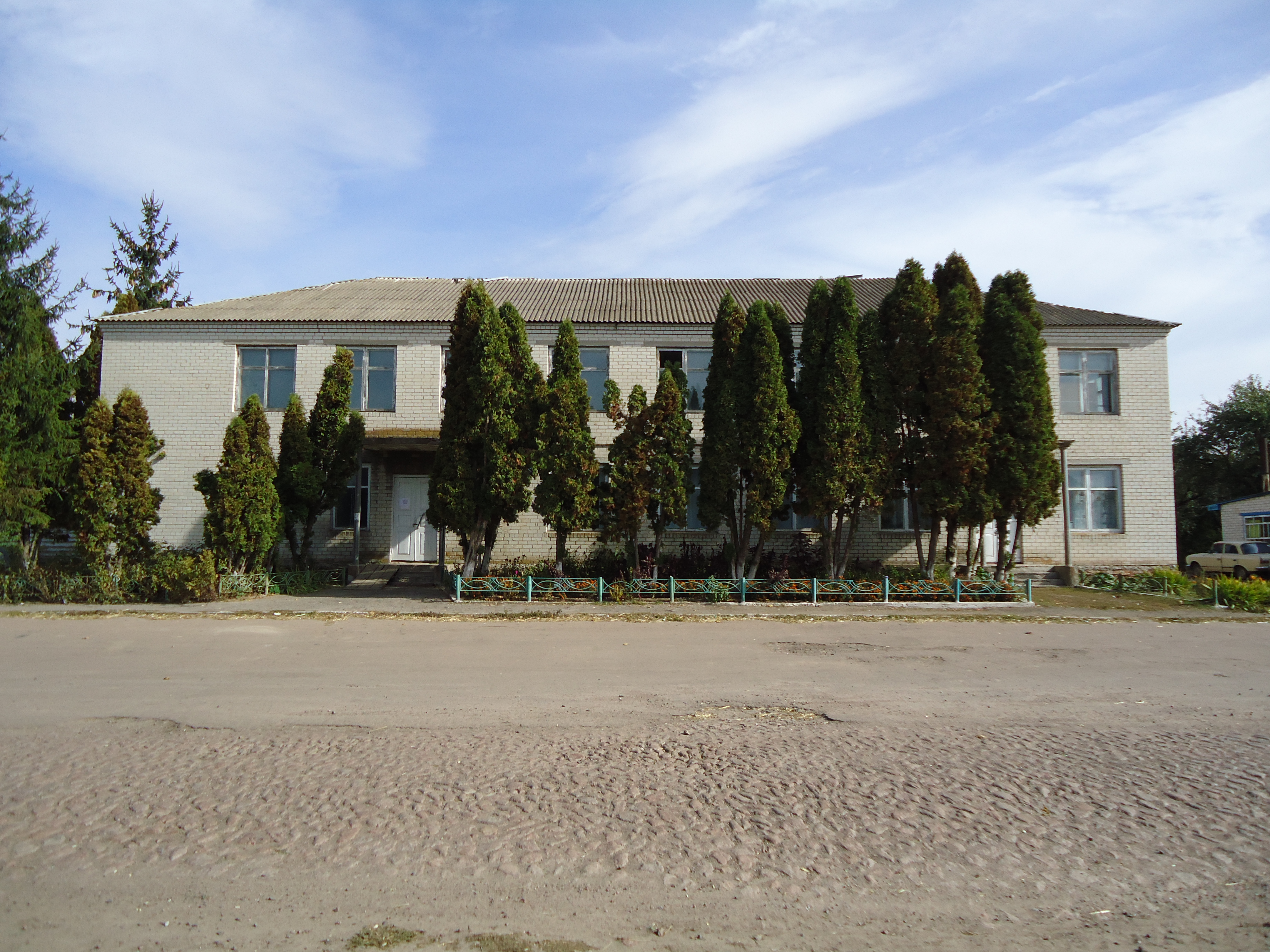
Савинська сільська рада

З 1947 р. головою колгоспу працював Рябоконь І. А. В той час у селі було 11 бригад. Після війни в колгоспі був лише 1 трактор на якому працював Настенко М. А., тож колгоспникам доводилось обробляти землю кіньми і волами. Машиністом по обмолоту хліба працював Каленіченко О. Й. Провідними технічними культурами були м'ята та тютюн.
Добре працювала комсомольсько-молодіжна ланка по вирощуванню тютюну (ланкова — Месеча В. І.). В 1953 р. була створена ланка по збиранню врожаю (ланковою була Месеча К. Т.). За високі показники у вирощуванні тютюну і м'яти ланкова Андріяненко П. А. була учасником Всесоюзної сільськогосподарської виставки.
Зростав і культурний рівень населення. На 1958 р. в селі було 14 осіб з вищою освітою. 175 осіб мали середню освіту. Поліпшувався добробут колгоспників, працювала середня школа, клуб, медпункт. Колгосп за свій рахунок утримував дитячі ясла. Для непрацездатних і пристарілих колгоспників в колгоспі було створено спеціальний фонд.
У 1951 р. головою колгоспу «Комуніст» був обраний Мазина О. М. За його головування в колгоспі було побудовано 4 корівники, 3 свинарники, 2 телятники, електростанцію, олійницю, пилораму, радіовузол, вівце- та птахоферму. На 1958 рік в колгоспі було 1045 голів худоби, в тому числі 384 корів, 1394 голови свиней, 370 голів овець, 139 коней. Для обробітку ґрунту, убору врожаю, перевезення вантажів колгосп мав 14 тракторів, 13 автомашин.
На початку 1967 р. розпочалось будівництво нового фельдшерсько-акушерського пункту. В 1968 р. його здали в експлуатацію. З 1952 р. фельдшером працював Скітневський М. Н., акушеркою — Скітневська В. А. Перша бібліотека була створена ще в 1920 році. Тоді книжок налічувалося 100 примірників. У 1929 р. бібліотека була перенесена з попівської хати до збудованого клубу. На 1967 р. книжковий фонд бібліотеки становив уже 8000 примірників.
У 1969 р. колгосп добивсь таких показників: надій на корову становив 2218 кг, валовий прибуток становив 855771 крб., чистий прибуток 107,645 крб., рентабельність 21 %. У 1975 р. надій на корову становив 2676 кг, валова продукція 1 млн. 385 тис. 905 крб., чистий прибуток — 394353 крб., рентабельність 46,2 %, вироблено молока 644 тони, м'яса 400 тон. На 1980 р. показники становили: с/г угідь 3546 га, орної землі 5298 га, вироблено молока 892 т., м'яса 359 т., удій на корову 2501 кг, валова продукція — 1483,044 крб., чистий прибуток — 185,189 крб.
У 1981 р. розпочато будівництво нового будинку культури, який зданий в експлуатацію 7 листопада 1984 р. Директором його на той час працював Ляшенко О. В., художнім керівником Яковенко С. П.
У 1986 р. було здане і нове приміщення контори колгоспу та сільської Ради. Головою колгоспу в цей час працювали: Буряк О. М., Кишман В. Г. Секретарями партійної організації: Рейко А. Н., Максак А. М., Іващенко А. М., Волуй В. О. Головами сільської Ради працювали: Міхеєнкова О. П., Буряк О. М., Сорока Ф. П. Головним агрономом — Даніленко В. О.

## Сучасний період
До послуг жителів с. Савинець в 90-х роках діяли: середня школа, сучасні магазини, ФАП, лазня, будинок культури, комплексно-приймальний пункт, дороги з твердим покриттям, автобусне сполучення, маслобойна. Побудовані виробничі приміщення для громадської худоби і техніки, відповідно обладнані побутові кімнати тваринників, добре оснащений медичний профілакторій та магазин на фермі.
Глибока соціально-економічна криза, яка охопила в 90-х рр. Україну, особливо гостро далася взнаки с/г с. Савинець. Протягом 1991—1994 рр. приймається ряд законів, направлених на реформування відносин на селі.
03.02.1993 р. колгосп «Комуніст» реорганізовується в КСП «Промінь».
У 1999 р. виходить указ Президента «Про невідкладні заходи щодо прискорення реформування аграрного сектора економіки», основна мета якого перетворення КСП на колективні господарства з приватною власністю на землю.
03.03.2000 р. КСП «Промінь» реорганізовується в СВК «Промінь».
У 2002 р. жителі с. Савинець отримали Державні Акти на право приватної власності на землю. Однак відбувається падіння темпів с/г виробництва: зменшується поголів'я худоби, падає продуктивність праці, збільшується площа необроблених земель.
У грудні 2006 р. землі СВК «Промінь» були передані в оренду СТОВ «Батьківщина» (директор — Дмитренко О. М.)
До 2017 року орган місцевого самоврядування — Савинська сільська рада.

## Населення
Станом на 01.01.2010 на території Савинської сільської ради проживає 543 осіб в тому числі:
- дітей дошкільного віку — 15 ос.
- дітей шкільного віку — 58 ос.
- громадян пенсійного віку — 230 ос.
- працездатне населення — 226 ос.
- кількість працюючих на підприємствах, установах, організаціях усіх форм власності та господарювання — 153 ос.

## Соціальна сфера

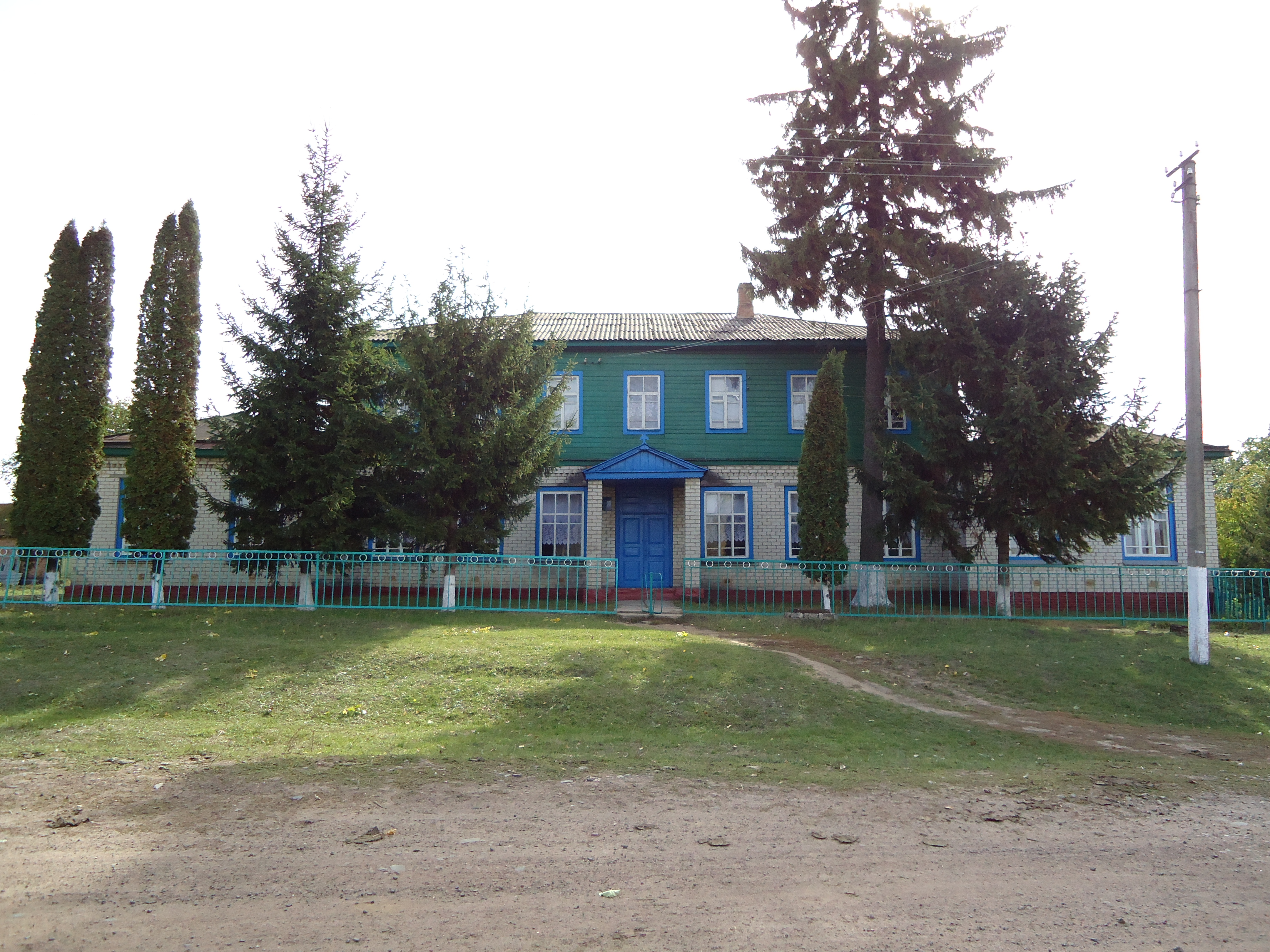
Савинська ЗОШ I—III ст.

У с. Савинцях діє Загальноосвітня школа I—III ст. Станом на 01.01.2010 р. загальна кількість вчителів і вихователів у школі становила 23 ос. Навчалося 60 учнів. 15 дітей відвідували дитсадок. Савинська загальноосвітня школа І ступеня Срібнянської селищної ради Чернігівської області (діяльність призупинена, не працює з інших причин, не працює з 01.09.2022)
До послуг жителів с. Савинці діють 2 будинки культури, бібліотека, ФАП, пошта, 2 магазини.

## Відомі люди
- Микитенко Микола Петрович — інженер Інституту Геофізики ім. Суботіна НАН України, громадський діяч, журналіст.
- Задніченко Сергій Володимирович — викладач ХІМЕСГ, кафедра економіки і організації с/г. Магітр технічних наук, заступник директора навчально-виробничої роботи ХАДТ.
- Іваненко Михайло Тимофійович — головний конструктор Братської ГЕС.
- Каленіченко Іван Олексійович — доктор хімічних наук, викладач Київського політехнічного інституту.
- Ляшенко Іван Григорович — кандидат фізико-математичних наук, завкафедри Сумського педінституту.
- Ляшенко Трохим Іванович — завкафедри Харківського автодорожнього інституту.
- Мостовий Юрій Петрович — аташе радянського дипломатичного корпусу у Франції.
- Сорока Олексій Федорович — директор с/г технікуму в м. Фрунзе Киргизької РСР.